# Iglesia de San Miguel (Murcia)
La iglesia de San Miguel de Murcia (Región de Murcia, España), es una de las parroquias tradicionales del centro histórico de la ciudad. El inmueble actual, edificado entre 1691 y 1712, es una de las mejores muestras del barroco murciano, sobre todo su interior al poseer un rico patrimonio en retablos y esculturas. 

## Historia
La iglesia, de origen medieval, se situó en la denominada Arrixaca Vieja, es decir, en la zona septentrional del arrabal de origen islámico de la ciudad, en donde antiguamente se situaban almunias y casas de recreo con jardines y huertos para solaz de las clases adineradas de la antigua ciudad musulmana. Barrio que, tras la conquista definitiva de la ciudad en 1266, fue otorgado a la población mudéjar por Alfonso X de Castilla.
Sin embargo, transcurridos unos años, y como consecuencia de la despoblación de esta zona de la morería, comenzaron a asentarse pobladores cristianos. Es por ello que la primera noticia que se tiene sobre la existencia de la Iglesia de San Miguel es en un documento de 1272, donde Alfonso X cita a un clérigo de San Miguel para celebrar misa en la capilla del Alcázar Mayor.

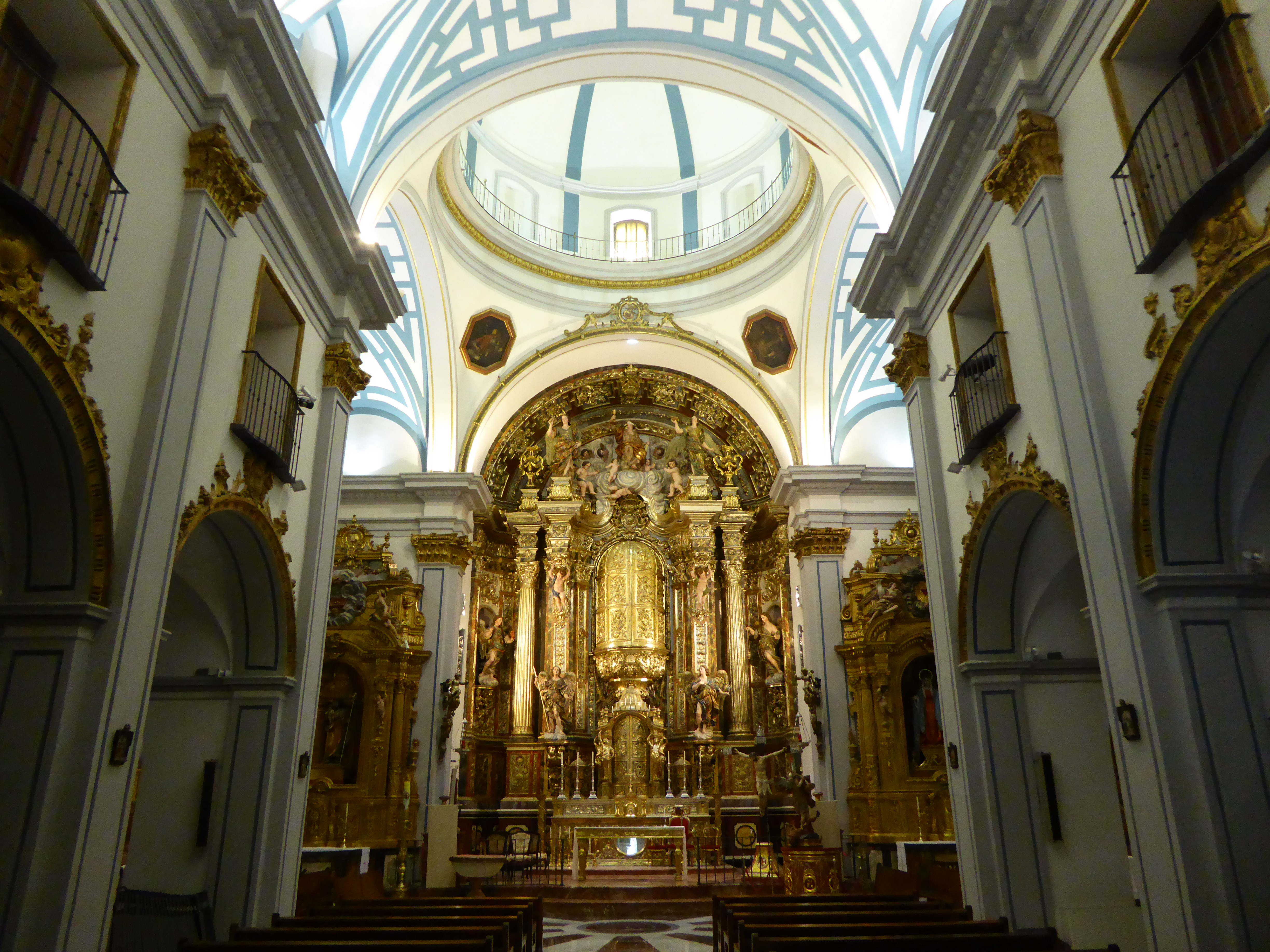
Interior de la parroquia de San Miguel

Esta iglesia recibió frecuentemente desde el medievo el nombre de San Miguel de la Villanueva, en clara alusión al sistema de repoblación que se estableció en esta zona del arrabal murciano.
La primitiva iglesia se encontraba en muy mal estado a comienzos del siglo XVII por lo que en 1625 se procedió a su derribo y a la construcción de una nueva. Desgraciadamente, la riada de San Calixto de 1651 afectó a esta zona de la ciudad, derrumbando las obras que ya se encontraban a punto de finalizar.
Tras el desgraciado contratiempo, se inició nuevamente la construcción en 1691. En 1703 trabajaba en la capilla mayor; lo último que quedaba por construir, el maestro de albañilería Pedro Ruiz. Fue en 1712 cuando finalmente se consagró y se dispuso para el culto el inmueble que actualmente podemos contemplar.
La torre de la iglesia de San Miguel se derrumbó en 1864 debido a las filtraciones de agua de la contigua Acequia Mayor Aljufía provocando desperfectos en el crucero y el presbiterio. Mientras duraban las obras de reparación fue trasladado el culto a la cercana iglesia del Colegio de San Esteban. La nueva torre quedó terminada en 1879.
Desde 1949 es sede de la Cofradía del Santísimo Cristo de la Misericordia, que desfila en la tarde-noche del Viernes Santo. Sin embargo, las pequeñas dimensiones de la puerta hace que la procesión salga de la cercana San Esteban.

## El retablo mayor

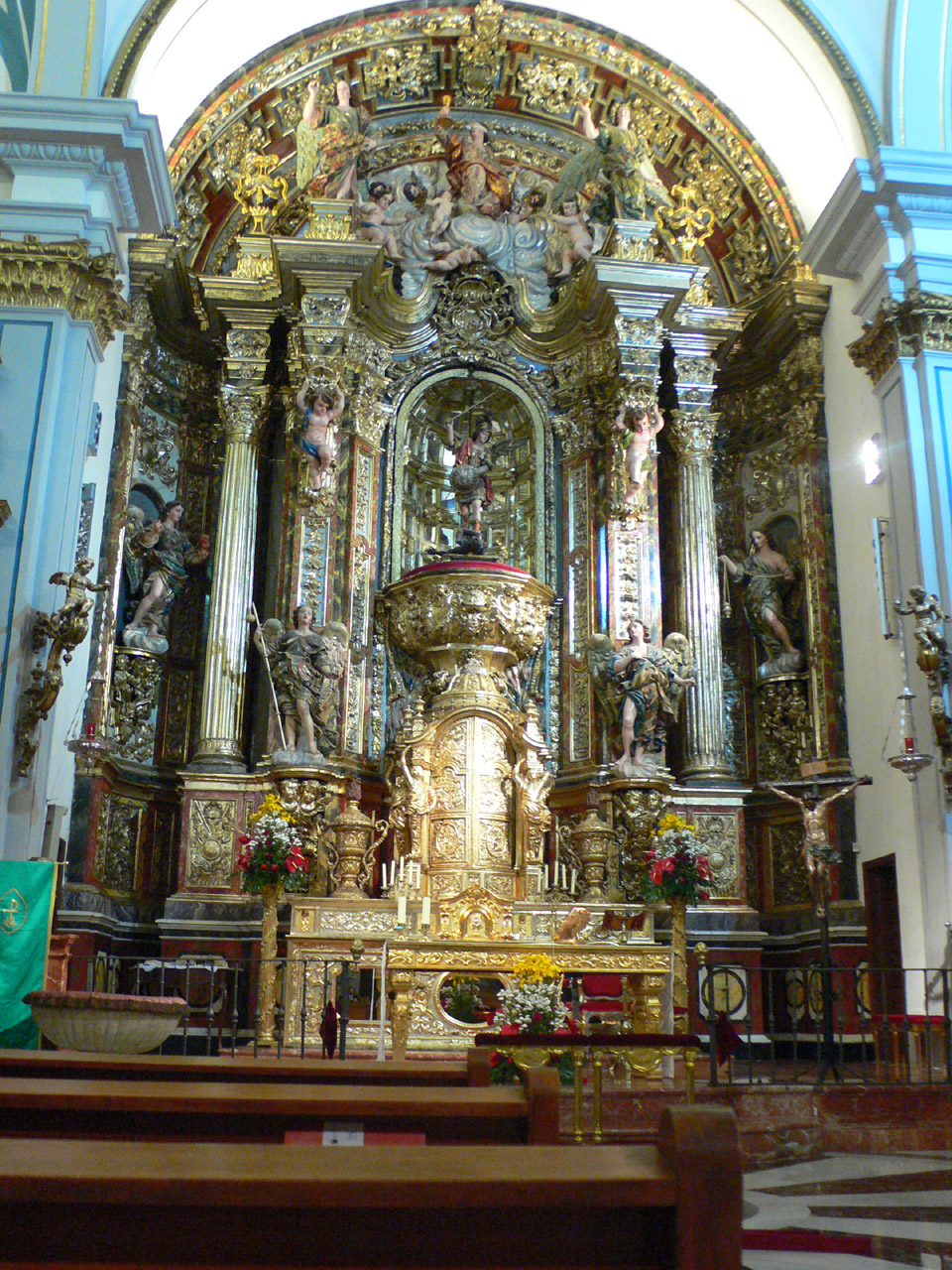
Retablo barroco de San Miguel, obra de Jacinto Perales

El elemento más representativo de la Iglesia de San Miguel es el retablo mayor, que se encargó en 1731 a Jacinto Perales y Francisco Salzillo. Este último esculpió las imágenes de los arcángeles, las virtudes y los ángeles tenantes. En él aparecen los caracteres del nuevo modelo de retablo con predominio de lo arquitectónico, mayor importancia del nicho central y del tabernáculo que se adelanta sobre los cuerpos laterales, además de las notas de color proporcionadas por la imaginería frente al predominio absoluto del dorado. 
El retablo mayor de San Miguel es uno de los mejores ejemplos de retablo barroco no sólo de la ciudad sino de toda la Región de Murcia.

## Patrimonio escultórico
Dentro del importante patrimonio barroco del que dispone el templo de San Miguel destacan los numerosos ejemplos de imaginería religiosa. La imagen del titular de la iglesia, San Miguel, es obra de Nicolás Salzillo (padre del anterior), de 1708, una de las pocas obras datadas del autor junto con el San Judas Tadeo (anterior a 1718) del que también dispone el templo. También se cree obra de dicho artista italiano -activo en Murcia desde 1695- el San José y el Niño, realizada en colaboración con su hijo Francisco.

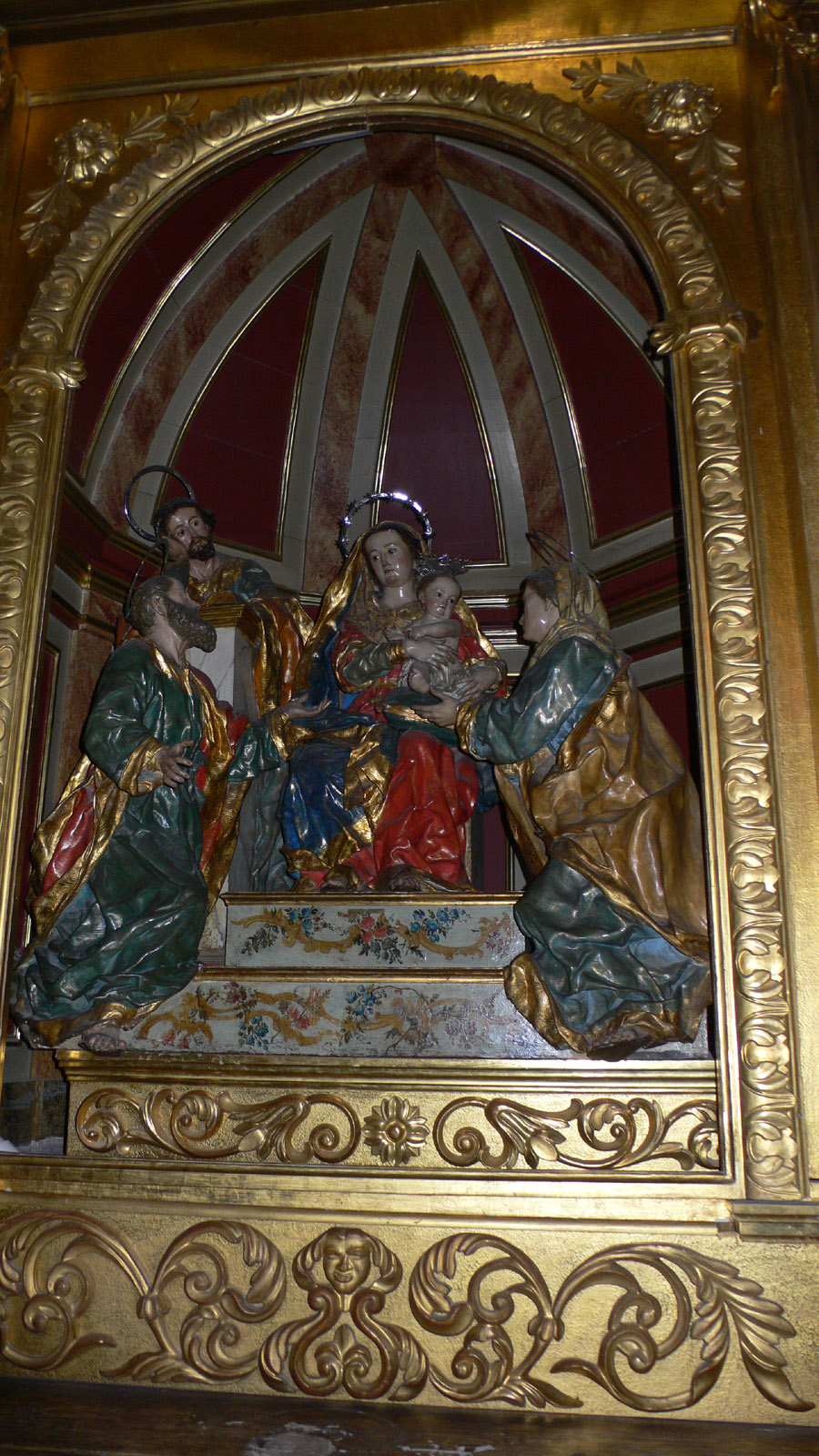
Sagrada Familia de Salzillo

San Miguel cuenta con una de las obras de juventud más importantes de Francisco Salzillo, donde se consigue la amabilidad y el ambiente agradable rococó con el que tantas veces se ha calificado la obra salzillesca, se trata de la Sagrada Familia, grupo de pequeñas imágenes de las que sólo están talladas las cabezas, manos y pies. El resto es lienzo encolado.
En la Inmaculada que posee la Iglesia, Salzillo define el tipo creado por él, inspirado en las pinturas andaluzas, de rostro ligeramente vuelto, manos recogidas en el pecho y telas dispuestas para realzar la monumentalidad de la figura.
También destaca de este autor la antigua Dolorosa de los Santos Pasos, de mediados del siglo XVIII que responde al modelo de Dolorosa creado por él. Esta imagen desfila desde 1963 con la Cofradía de la Salud bajo la advocación de la Virgen del Primer Dolor en la jornada de Martes Santo. La virgen preside el retablo del lado de la epístola, obra de Nicolás de Rueda, del siglo XVIII. Del mismo autor es el retablo de la Virgen del Rosario, con dos tablas pictóricas atribuidas a Juan Ruiz Melgarejo, de entre 1737 y 1738.
Del mejor discípulo de Salzillo, Roque López, San Miguel cuenta con el Nazareno del Bailío (de 1797), que desfila con la Cofradía de la Misericordia desde 2012.
Al ser San Miguel sede de la Cofradía de la Misericordia también se puede contemplar su crucificado titular, obra del jesuita Domingo Beltrán, magnífica obra renacentista datada en el siglo XVI, proveniente del cercano Colegio de San Esteban.